# Kutî-Perși, Semenivka
Kutî-Perși (în ucraineană Кути-Перші) este un sat în orașul raional Semenivka din regiunea Cernihiv, Ucraina.

## Demografie
Componența lingvistică a localității Kutî-Perși
     Ucraineană (90%)
     Rusă (10%)
Conform recensământului din 2001, majoritatea populației localității Kutî-Perși era vorbitoare de ucraineană (90%), existând în minoritate și vorbitori de rusă (10%).